# Dennis Wiehberg
Dennis Wiehberg (* 14. Oktober 1985) ist ein ehemaliger deutscher Footballspieler.

## Leben
Der aus Berlin stammende Wiehberg ging 2006 in die Vereinigten Staaten, studierte und spielte bis 2009 an der Howard University. Nach seiner Rückkehr nach Deutschland spielte der Kicker und Punter für die Berlin Adler, 2010 wurde er mit der Mannschaft deutscher Vizemeister.
Zur Saison 2011 wechselte er zu den Swarco Raiders Tirol nach Österreich. Im Juni 2011 siegte er mit der Mannschaft im Eurobowl, in dem die Berlin Adler bezwungen wurden und kurz danach gewann er die österreichische Meisterschaft. 2015 wurde er mit den Innsbruckern wieder Staatsmeister.
Wiehberg war deutscher Nationalspieler, 2011 wurde er mit der Auswahl Fünfter der Weltmeisterschaft.